# Frankhamisítási botrány
A frankhamisítási botrány az első világháború után, 1925-ben tört ki Magyarországon. Az ügy gyökerei 1923-ig nyúlnak vissza, amikor magyar jobboldali körök ezerfrankos bankjegyek tömeges hamisításával akartak bosszút állni Franciaországon a trianoni békeszerződésért, valamint pénzt biztosítani irredenta vállalkozásaikra. A hamisítás – állítólag – a legfelsőbb magyar politikai körök, így Bethlen István miniszterelnök és Teleki Pál volt miniszterelnök tudomásával folyt. Miután azonban 1925 decemberében Amszterdamban letartóztatták a hamis frankot terítő magyar állampolgárokat, a botrány viharos gyorsasággal emelkedett nemzetközi szintre, és Magyarországon is számos letartóztatásra került sor. A vádlottak azonban – akik hazafias okokat hoztak fel védelmükre – meglehetősen enyhe elbírálásban részesültek. Az ügyben való felelőssége miatt 1926-ban Bethlen pozíciója is megingott, de a kormányfő végül a helyén maradhatott.

## Előzmények és célok

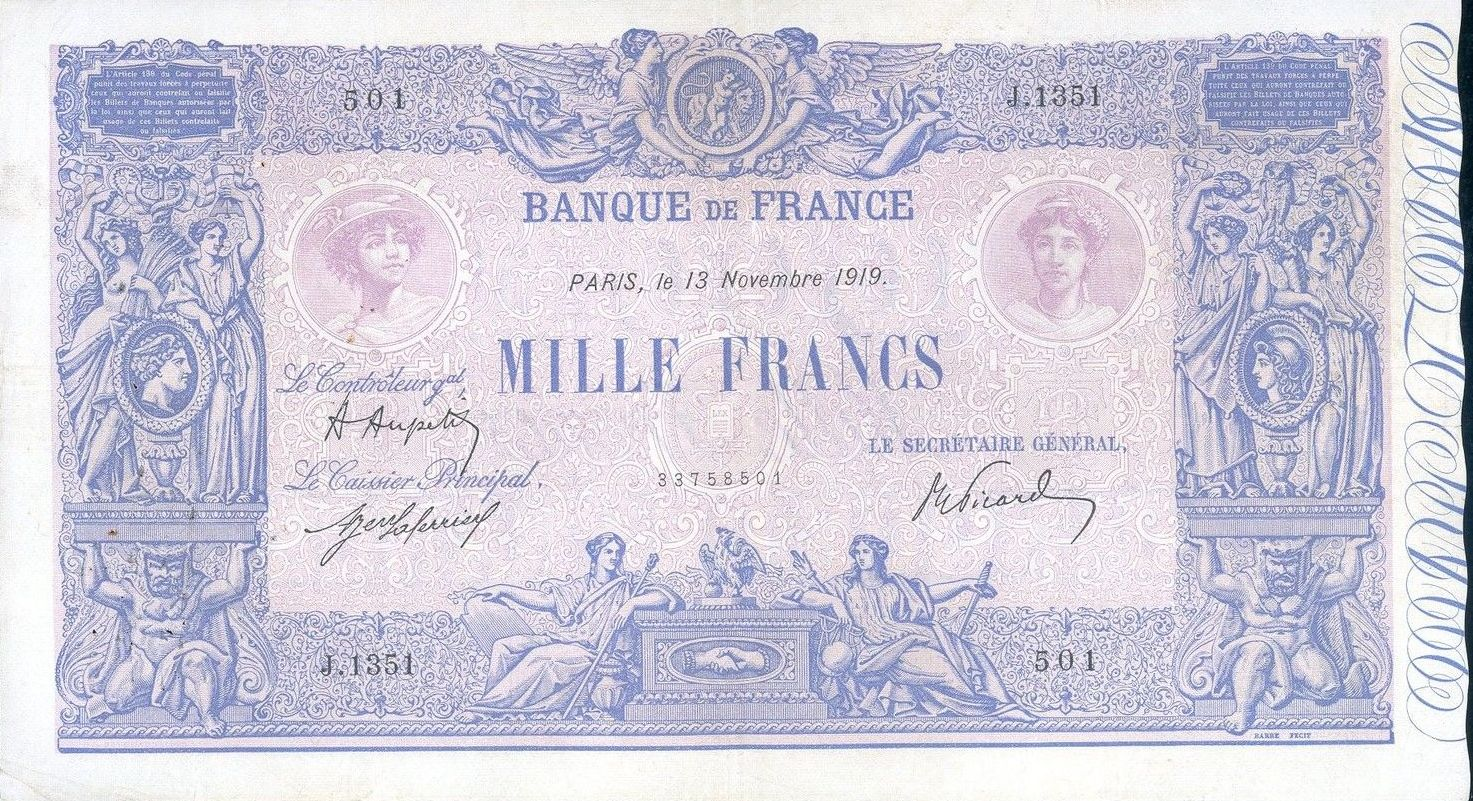
Eredeti 1000 frankos előoldala, 1919. november 13-i kibocsátás, kétszínnyomásos "bleu et rose"-típus. Mérete: 235 × 130 mm

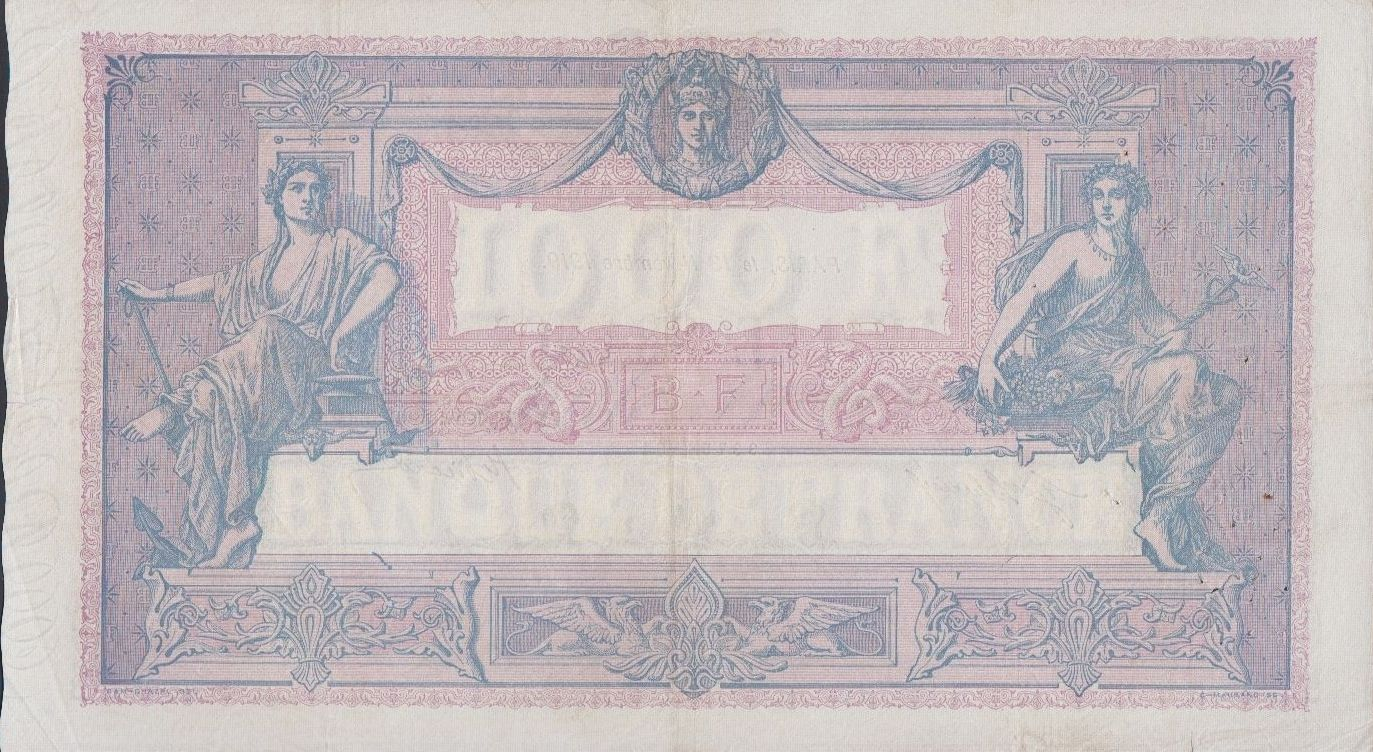
Eredeti 1000 frankos hátoldala. Jól látható a vízjel: '1000 F.' és alatta 'BANQUE DE FRANCE' felirat

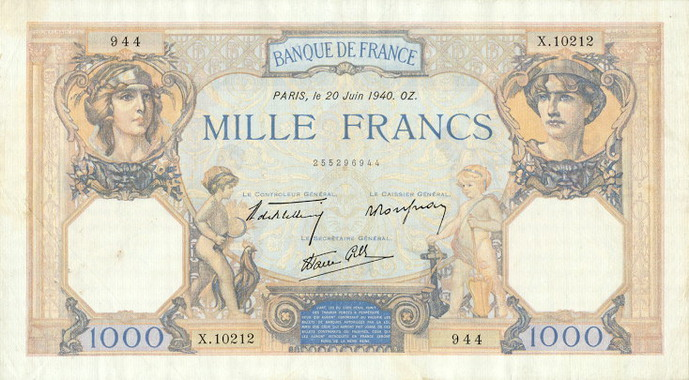
A képen látható, Cérès et Mercure típusú, korszerűbb, jobb biztonsági elemekkel védett 1000 frankost a frankhamisításra adott válaszként 1929-ben vezette be a Banque de France. Mérete: 235 x 130 mm

Magyarország az első világháborút (1914–1918) vesztesként fejezte be. A trianoni békediktátum (1920. június 4.) után az ország politikai elitje annak revízióját tekintette elsődleges céljának. A sérelemért – amelyet Magyarország a békeszerződés értelmében elszenvedett –, Franciaországot tekintették felelősnek. A revízió propagálását hamis frank előállításával próbálták katonatisztek, politikusok és közéleti személyiségek finanszírozni. A pénzhamisításnak a labilis gazdasági-pénzügyi állapot külön kedvezett. Trianon felülvizsgálatának anyagi támogatása mellett gyengíteni kívánták a francia gazdaságot, befolyásolni a csehszlovák választásokat. A hamis bankjegyeket – már csak rossz minőségük miatt is – nem Franciaországban, hanem más nyugat-európai országokban, Hollandiában, Olaszországban tervezték beváltani.

## A hamis pénz gyártása 1922-1925
A frank hamisításával évek óta foglalkoztak, kísérletezgettek, hogy bosszút álljanak Franciaországon. A hamisítás a budapesti Térképészeti Intézetben történt, amely a Honvédelmi Minisztérium felügyelete alá tartozott. Az eszközök – gép, papír, sajtó, boríték – főleg Németországból és Ausztriából érkeztek. A szükséges kellékek birtokában a legnagyobb címletűt, az 1000 frankost kezdték gyártani. A végeredmény 30 000 darab hamis, „bleu et rose”-típusú ezerfrankos, amely közül 4400 jó, 9000 közepes és 16 000 rossz minőségű született. Ez a kék-rózsaszín francia bankjegy még 1890-ben került forgalomba, az 1842-es tervezésű fekete és az 1862-es kék ezerfrankos módosított, átszínezett változatát jelentette, tehát a dizájn már 81 éves volt 1923-ban, még 1842-ből származott. A francia bankjegyek biztonsági elemei ekkor a metszetmélynyomtatás (intaglio technika), polychrom (többszínű) nyomtatás és a vízjel, valamint a speciális minőségű, különlegesen vékony, de erős, hártyaszerű, jellegzetes francia bankjegypapír voltak. Ezek így együttesen a hamisítók számára szinte leküzdhetetlen akadályt jelentettek. Ezt az ezerfrankost a Banque de France a magyar hamisítási kísérlet miatt 1929-ben lecserélte a „Cérès et Mercure” típusra, majd 1933-ban a forgalomból is kivonta. A hamisítás végeztével a nyomdagépeket, nyomólemezeket és egyéb eszközöket megsemmisítették.

## A botrány és szereplői
1925. december 14-én Jankovich Arisztid huszárezredes Hollandiában lebukott, amikor hamis ezerfrankosokat próbált beváltani egy bankban. Őt és két társát a holland rendőrség lefogta a több millió hamis frankkal együtt. A nyomozás során egymás után buktak le a terjesztők Hamburgban, Koppenhágában és Milánóban. Magyarországon őrizetbe vették Windisch-Graetz Lajos herceget és titkárát, Rába Dezsőt, továbbá Nádosy Imre országos rendőrfőkapitányt. Őrizetbe vették továbbá a Térképészeti Intézet számos munkatársát is. A hamisításban közreműködött Windischgraetz társa, Arthur Schultze is. A botrány hamarosan elérte a magasabb köröket is: Bethlen István miniszterelnököt, Teleki Pál volt miniszterelnököt, akiknek közvetlen közreműködésük nem, de tudomásuk volt az ügyről.

## Per és ítélet
A magyar bíróság előtt a vádlottak hazafias tettnek vallották cselekedetüket, ez enyhítette büntetésüket. Windischgraetz Lajost négy évre ítélték, ennek egy részét szanatóriumban és szállodákban töltötte le. Társa, Arthur Schultze idő előtt elhunyt. Nádosy Imre rendőrfőkapitányt 3 és fél évre ítélték el, de időközben kormányzói kegyelemben részesült, és szabadon engedték. A feltűnően enyhe ítéletek kiszabása után a károsult Banque de France jelképes 1 frankot kért. A végeredmény nem különösebben meglepő az adott körülmények között, mivel az állami vezetők is az ellenzék lecsillapítására, a problémákról való elterelésre a trianoni békeszerződésből adódó sokkot és nacionalista dühöt gyakran felhasználták.

## Következmények
A frankhamisítási botrány komoly presztízsveszteséget okozott Magyarországnak. A háború utáni bethleni konszolidáció jó nemzetközi kapcsolatok kialakítására törekedett, amit a botrány kellemetlenül érintett. Ekkor érkezett például Magyarországra követ Franciaországból a francia–magyar kereskedelmi kapcsolatok szerződésének tárgyalására. 1926 elején nagy vita zajlott a nemzetgyűlésben; boldogfai Farkas Tibor zalai nemzetgyűlési képviselő erősen elítélte a botrányban részt vevőket. Indítványt terjesztett elő, amely a parlamenti vizsgálóbizottságnak hatósági jogkörrel való felruházását javasolta, azzal, hogy a jogilag ekként felfegyverzett bizottság folytassa munkáját, és a frankügy minden szereplőjét eskü alatt hallgassa ki, azokat pedig, akik eddig nem óhajtottak megjelenni a bizottság előtt, vagy megjelenésük dacára sem akartak bizonyos kérdésekre felvilágosítást adni, a törvény kényszerítő eszközeivel kötelezhesse tanúságtételre. A március 24-én tartott szavazás eredménye az volt, hogy a nemzetgyűlés nagy többsége elvetette Farkas indítványát.